# Banijay
Banijay (раније Banijay Entertainment и Banijay Group) је француска продуцентска и дистрибутерска кућа са седиштем у Паризу. Највећи је продуцент и дистрибутер међународног садржаја на свету са преко 120 продуцентских кућа на 22 територије и вишежанровским каталогом који садржи преко 120.000 сати оригиналног програма.
Произвео је многе међународно познате формате, као што су: Big Brother, Survivor, Deal or No Deal, Temptation Island, MasterChef, Don't Forget the Lyrics и Hunted. Такође је произвео и серије Бирмингемска банда и Црно огледало.